# Cada día (película)
Cada día (título original en inglés: Every Day) es una película dramática, romántica y de fantasía estadounidense del año 2018, dirigida por Michael Sucsy y escrita por Jesse Andrews, basada en la novela homónima de David Levithan. La película está protagonizada por Angourie Rice como Rhiannon, una chica de 16 años, que se enamora de un alma viajera que se despierta cada mañana en un cuerpo diferente; Justice Smith, Debby Ryan y Maria Bello también la protagonizan. La película se estrenó el 23 de febrero de 2018.

## Argumento
"A" es un espíritu viajero que se despierta cada día en el cuerpo de un adolescente diferente, ya sea masculino o femenino. Un día, "A" se despierta en el cuerpo de Justin, el novio negligente de Rhiannon. En la escuela ese día, Rhiannon se acerca a "A", en la forma de Justin, y ella los convence de que se salten la escuela con ella. A medida que avanza el día, "A" descubre que se está enamorando de Rhiannon, ya que ella le confía a Justin su problemática vida hogareña, después del colapso mental de su padre que casi provocó que su familia perdiera su hogar. Rhiannon, a cambio, siente un amor reavivado por Justin, ya que aparentemente se ha transformado en una persona más reflexiva y afectuosa que antes. Al día siguiente, sin embargo, Rhiannon descubre que Justin ha vuelto a su viejo yo descuidado y ni siquiera recuerda el día anterior. Mientras tanto, despertando en el cuerpo de Amy, "A" se disfraza de estudiante de intercambio para estar cerca de Rhiannon.
Al día siguiente, "A" se despierta en el cuerpo de Nathan, y asiste a una fiesta. "A" sabe que Rhiannon también asistirá. Conectando con ella a través del baile, "A" y Rhiannon se unen cuando Nathan le dice a Rhiannon que se merece algo mejor que Justin, antes de que "A", en el cuerpo de Nathan, sea expulsado por Justin. Unos días más tarde, "A" le envía un mensaje de texto a Rhiannon, pidiéndole que los encuentre solos, y lo hace, bajo la suposición de que se reunirá con Nathan. Sin embargo, "A" aparece como Megan, revelando a Rhiannon que "A" fue Justin y Amy y Nathan y que "A" se está enamorando de ella. Aunque despreciado al principio, Rhiannon acepta reunirse con "A" al día siguiente, con "A" ahora en el cuerpo de James. "A" le dice a Rhiannon que "A" ha estado cambiando de cuerpo todos los días desde que "A" fue un bebé. "A" revela que "A" ahora mantiene una cuenta de Instagram privada con imágenes tomadas todos los días en cada cuerpo en el que ha estado y que Rhiannon puede comunicarse con "A" a través de esa cuenta. Al reunirse con Nathan, que cree que estaba poseído por el demonio, Rhiannon se da cuenta de que "A" es real. Al día siguiente, "A", en el cuerpo no-binario de Vic, convence a Rhiannon de darle una oportunidad a "A", a pesar de que "A" cambia de forma todos los días, explicándole que es el alma lo que cuenta, no el cuerpo. 
Días después, "A" se despierta alegremente en el cuerpo de Rhiannon. En el transcurso del día, "A" forma una conexión con la madre de Rhiannon, así como con su hermana y su padre. Al día siguiente, Rhiannon termina la relación con Justin, encontrando finalmente el coraje para hacerlo. Despertándose en el cuerpo del suicida y deprimido Kelsea, Rhiannon convence a "A" para que intente mantener el cuerpo de Kelsea durante más de veinticuatro horas, con el fin de mantener a Kelsea con vida hasta que el padre de Kelsea regrese de su viaje, para poder ser alertado de su enfermedad. Cuando "A" tiene éxito, Rhiannon pronto los convence, en el cuerpo de uno de sus amigos, Alexander, para quedarse en ese cuerpo, así pueden estar juntos cada vez que sea posible. Durante un corto tiempo, esto parece funcionar, pero pronto, "A" se da cuenta de que no puede quitarle la vida a los demás. Invitando a Rhiannon a la casa de Alexander, "A", en el cuerpo de Alexander, le dice a Rhiannon que definitivamente no pueden estar juntos para siempre, y que el mismo Alexander es perfecto para Rhiannon. Compartiendo una última noche juntos, Rhiannon y "A" se despiden y aceptan mantenerse en contacto. Al día siguiente, "A" despierta en un cuerpo diferente y se marcha, mientras que Rhiannon se encuentra con Alexander en la escuela, y se van juntos.

## Reparto
- Angourie Rice como Rhiannon.
- Jeni Ross como Amy.
- Justice Smith como Justin.
- Lucas Jade Zumann como Nathan.
- Rory McDonald como David.
- Katie Douglas como Megan.
- Jacob Batalon como James.
- Ian Alexander como Vic.
- Sean Jones como George.
- Colin Ford como Xavier.
- Jake Sim como Michael.
- Nicole Law como Kelsea.
- Owen Teague como Alexander.
- Karena Evans como Hannah.
- Hannah Richardson como Katie.

* Todos los actores también retratan a la entidad "A".

### Secundario
- Maria Bello como Lindsey, la madre de Rhiannon.
- Michael Cram como Nick, el padre de Rhiannon.
- Debby Ryan como Jolene, la hermana de Rhiannon.
- Amanda Arcuri como Rebecca, la mejor amiga de Rhiannon.
- Charles Vandervaart como Steve.
- Rohan Mead como Kev.

## Producción
En junio de 2017, se anunció que MGM había adquirido los derechos cinematográficos de la novela "Every Day" con la actuación de Angourie Rice como Rhiannon, y con un guion de Jesse Andrews, autor de "Me and Earl and The Dying Girl", y la dirección de Michael Sucsy.
En julio de 2017, se anunció el resto del elenco principal. La película comenzó a producirse en Toronto, Ontario, Canadá. Más tarde, Owen Teague se unió al elenco. La película se filmó en Toronto, desde el 6 de julio de 2017 hasta el 12 de agosto de 2017.

## Estreno
Anteriormente se había anunciado que la película se lanzaría el 2 de febrero de 2018, con la distribución de Orion Pictures en gran formato para MGM. Sin embargo, la fecha de lanzamiento fue luego retrasada al 27 de abril de 2018, antes de establecerse definitivamente el 23 de febrero de 2018. El estudio gastó alrededor de $10 millones solo para promoción.
En el Reino Unido, la British Board of Film Classification emitió la película con un certificado de 12A, pero eliminó cuatro segundos para lograr dicha clasificación. El material recortado involucró imágenes de métodos suicidas.

### Recaudación
En los Estados Unidos y Canadá, Every Day se lanzó junto con Noche de juegos y Aniquilación, proyectándose una recaudación entre $2 y 4 millones en 1.667 salas en su fin de semana de estreno. Terminó ganando $ 3.1 millones durante el fin de semana, terminando noveno en la taquilla.

### Recepción
En el sitio web Rotten Tomatoes, la película tiene una calificación de aprobación del 66% con base en 29 revisiones y una calificación promedio de 6.2/10. El consenso crítico del sitio web dice: "Every Day desperdicia su premisa metafísica en una narración superficial, sin embargo su variado elenco joven le da sabor a un romance adolescente que de otro modo sería insípido". En Metacritic la película tiene un puntaje promedio de 53 de 100, basado en 11 críticas, lo que indica "críticas mixtas o promedio". Las audiencias encuestadas por CinemaScore dieron a la película una calificación promedio de "B+" en una escala de A+ a F, sin embargo, PostTrak informó que los espectadores dieron un puntaje positivo general del 64% y solo un 39% de "recomendación definitiva".